# کلکسیون (نمایش‌نامه)
کلکسیون  (به انگلیسی: The Collection) نمایشنامه‌ای است به نویسندگی هارولد پینتر.

## نمایش‌نامه
کلکسیون را نخستین بار تلویزیون لندن، در ۱۱ مه ۱۹۶۱ نمایش داد و بعدها در تئاتر آلویچ لندن، در ۱۸ ژوئن ۱۹۶۲ به روی صحنه رفت.

### شخصیت‌های نمایش
- هری کین: مرد چهل ساله، مالک یک خانهٔ اعیانی در بلگراویا که با بیل لوید در آن زندگی می‌کند.
- جیمز هرن: مرد سی ساله و شوهر استلا. او در طراحی لباس کار می‌کند.
- بیل لوید: مردی در اواخر بیست سالگی و همخانهٔ هری کین. او نیز در کار طراحی لباس است.

## ترجمه اثر
- کلکسیون (۱۹۵۷) مترجم فارسی: رضا دادویی، انتشارات سبزان.